# 呂傳愷
呂傳愷（?—?），浙江省金華府永康縣人，清朝政治人物、進士出身。
光緒二十一年（1895年），参加光緒乙未科殿試，登進士二甲57名。同年五月，以主事分部学习。